# Danko Jones

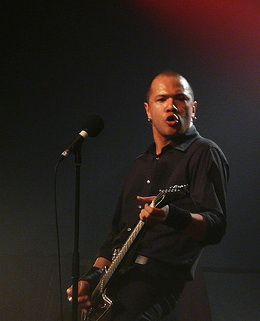
Danko Jones, sångare och gitarrist

Danko Jones är ett kanadensiskt rockband. Bandet grundades 1996 och har sedan dess släppt 10 studioskivor, samtliga på det svenska skivbolaget Bad Taste Records. Bandet består av Danko Jones (sång, gitarr), basisten John Calabrese och Rich Knox på trummor.

## Medlemmar
Nuvarande medlemmar
- Danko Jones - sång, gitarr (1996-idag)
- John Calabrese - basgitarr (1996-idag)
- Rich Knox - trummor (2014-idag)

Tidigare medlemmar
- Atom Willard - trummor (2011-2014)
- Dan Cornelius - trummor (2006-2011)
- Damon Richardson - trummor (2000-2006)
- Niko Quintal - trummor (1999-2000)
- Gavin Brown - trummor (1998-1999)
- Michael Caricari - trummor (1996-1998)

Bilder

@ Hellfest 2013
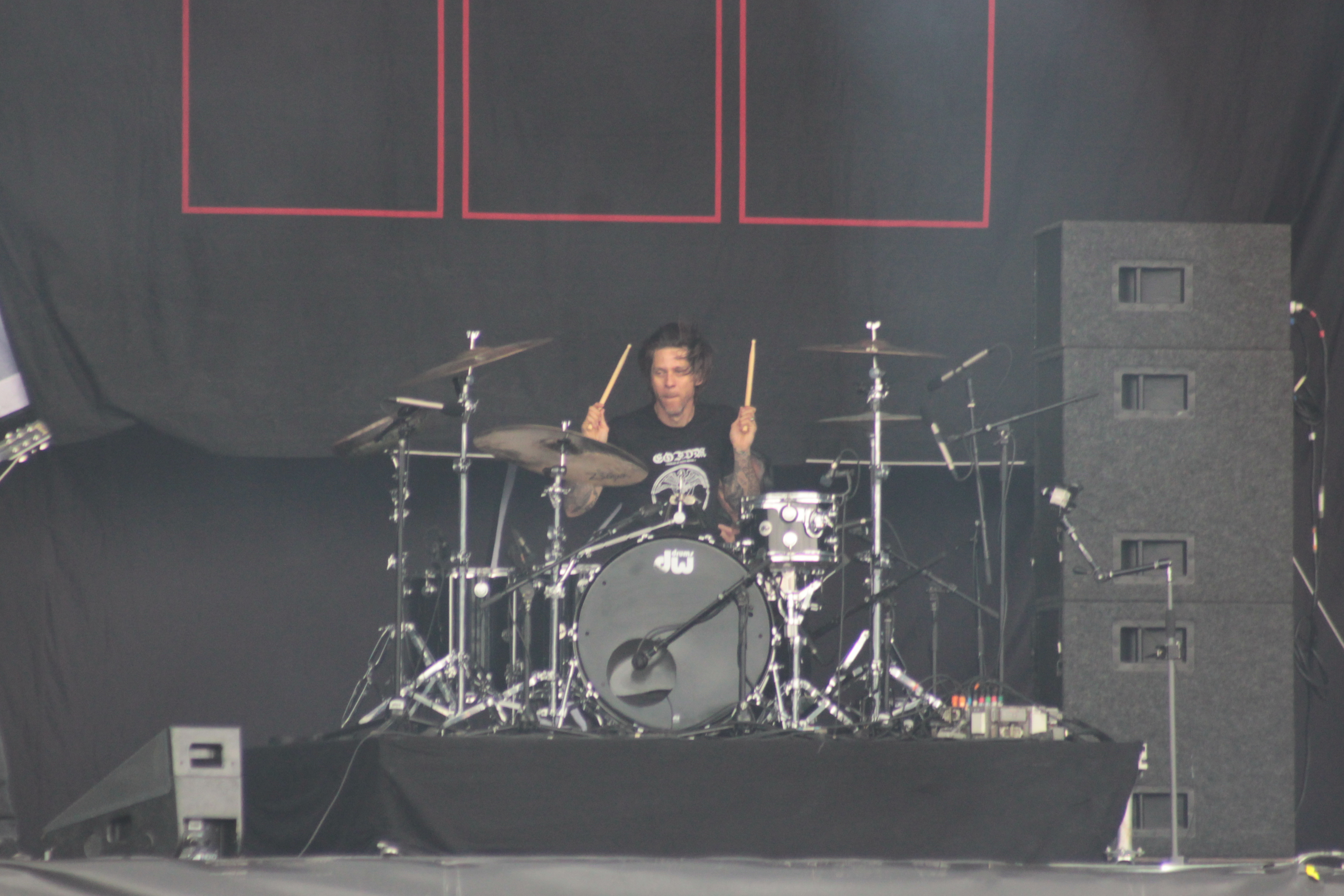
Atom Willard
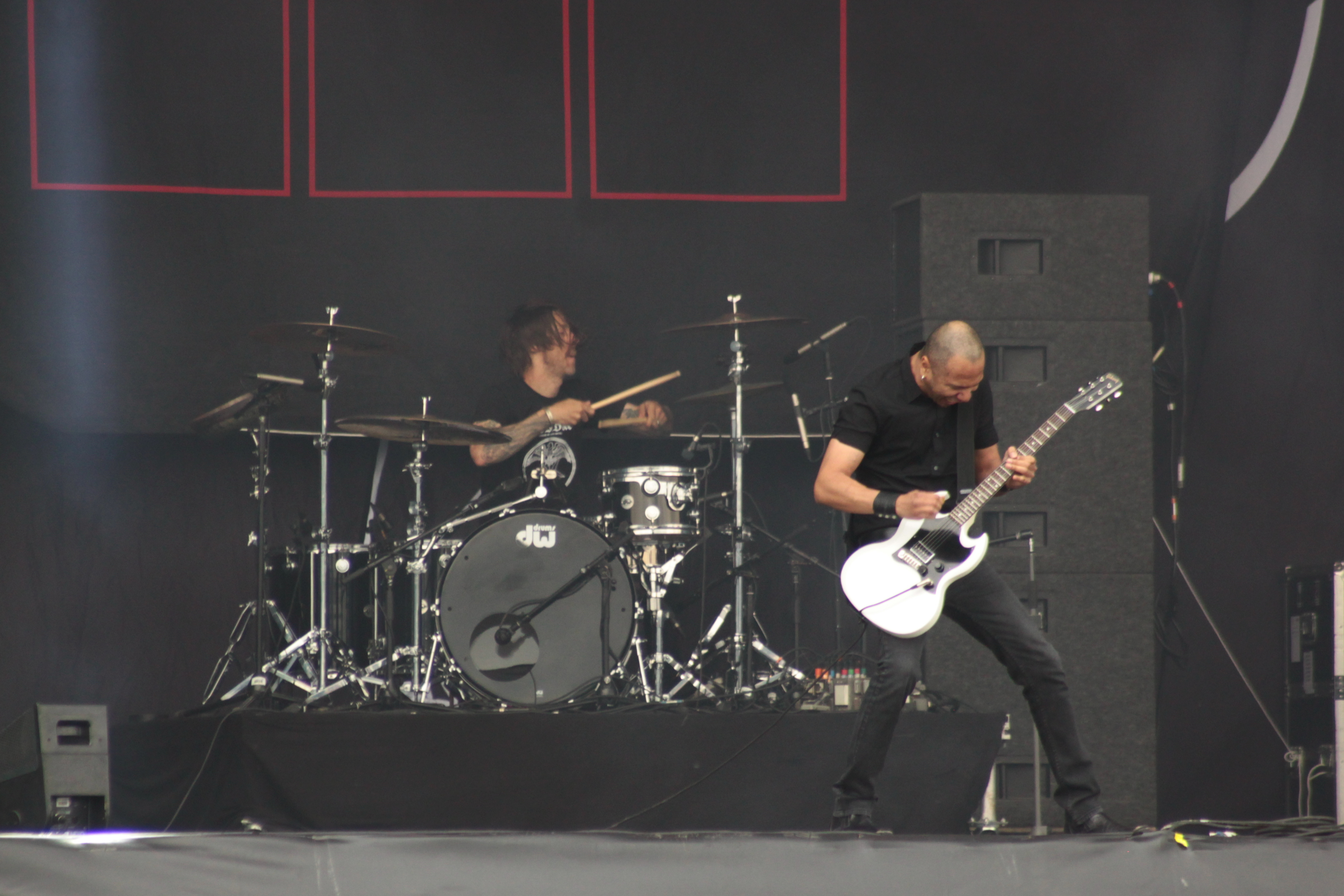
Atom Willard & Danko Jones
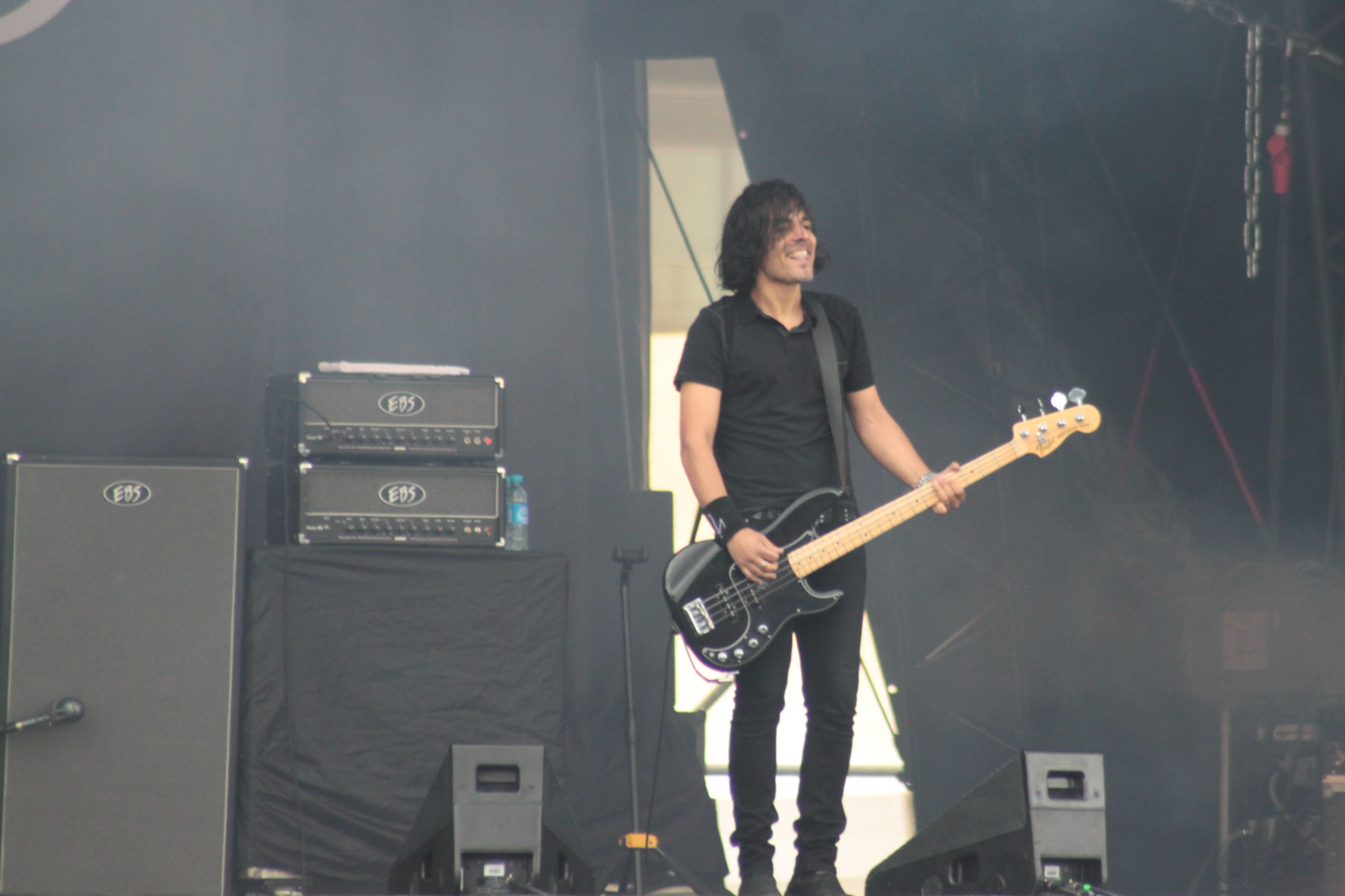
John Calabrese

## Diskografi

### Studioalbum
- 2002 – Born a Lion
- 2003 – We Sweat Blood
- 2004 – The Magical World of Rock
- 2006 – Sleep Is the Enemy
- 2008 – Never Too Loud
- 2010 – Below the Belt
- 2012 – Rock and Roll is Black and Blue
- 2014 – Garage Rock! A Collection of Lost Songs from 1996-1998
- 2016 – Fire Music
- 2017 – Wild Cat
- 2019 – A Rock Supreme

### EP
- 1998 – Danko Jones
- 1999 – Gun Girl
- 1999 – My Love Is Bold
- 2009 – Having Fun With Danko Jones On Stage
- 2011 – Mouth to Mouth

### Singlar
- 1998 – Sugar Chocolate 7"
- 1998 – "Danko Jones"
- 1999 – Gun Girl
- 2001 – Bounce
- 2002 – Sound of Love
- 2002 – Lovercall
- 2003 – Play the Blues
- 2003 – I Want You
- 2003 – Woogie Boogie
- 2004 – Dance
- 2006 – Baby Hates Me
- 2006 – She's Drugs
- 2008 – Code of the Road
- 2008 – Take Me Home (Danko Jones-låt)
- 2009 – King of Magazines
- 2010 – Full of Regret
- 2010 – Active Volcanoes
- 2010 – Had Enough
- 2011 – I Think Bad Thoughts
- 2012 – Just a Beautiful Day
- 2012 – I Believed In God
- 2013 – Legs
- 2015 – Do You Wanna Rock
- 2016 – Wild Woman
- 2017 – You Are My Woman
- 2017 – My Little Rnr
- 2018 – We're Crazy
- 2018 – Burn in Hell
- 2019 – Dance Dance Dance
- 2019 – I'm in a Band
- 2019 – Lipstick City
- 2019 – Fists up High
- 2021 – I Want Out
- 2021 – Flaunt It

### Samlingsalbum
- 2001 – I'm Alive and on Fire
- 2009 – This Is Danko Jones
- 2009 – B-sides